# 德波邊界條約
《德波邊界條約》 ，為德國與波蘭於1990年尾簽訂的一項邊界條約，旨在解決德國與波蘭間懸而未決的邊界問題，從而滿足《最終解決德國問題條約》對統一後德國的要求。該條約於1990年11月14日由波蘭外長克日什托夫·斯庫比舍夫斯基和德國外長漢斯-迪特里希·根舍在華沙簽訂，次年11月及12月26日分別獲波蘭議會及德國聯邦議院通過，1992年1月16日正式生效。

## 背景

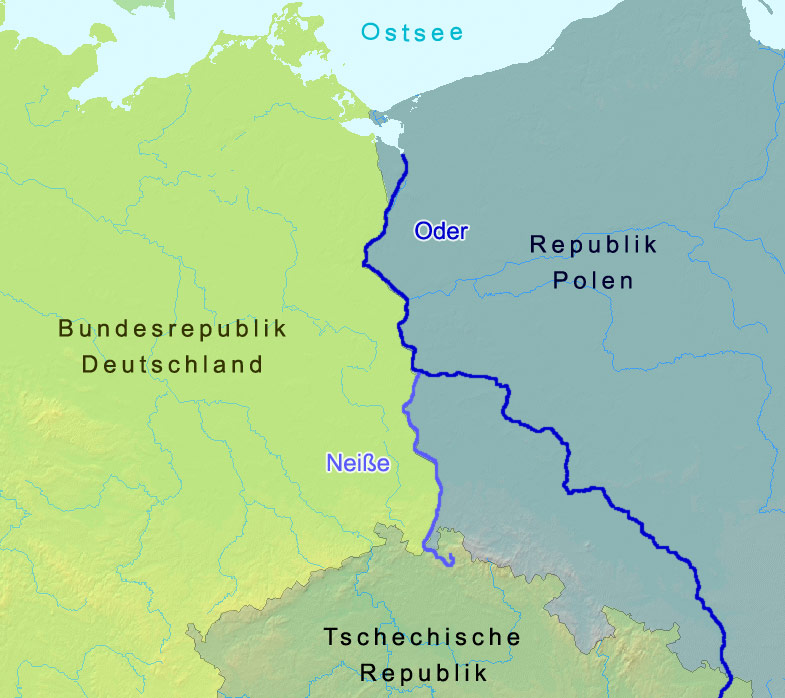
《德波邊界條約》中予以確認的奧得河－尼斯河線邊界

根據二戰後的《波茨坦协定》，德國須將前東部領土轉交波蘭，並以奧得河－尼斯河線作為臨時邊界。此後，兩德分別與蘇聯簽訂《兹戈热莱茨条约》、《莫斯科條約》及《華沙條約》，對上述決定予以承認。然而，西德方面堅持須訂立永久和約後，上述國界才算合法、有效。
在1990年東德併入西德前夕，兩德與四大戰勝國簽訂《最终解决德国问题条约》，作為上述的「永久和約」。根據該條約第1章第2條規定，統一後的德國必須承認奧得河－尼斯河線。因此，德國於完成統一後不久，即與波蘭簽訂《德波邊界條約》，以確立兩國永久邊界。

## 內容
邊界條約主要內容如下：
- 重新確認按《波茨坦協定》訂立之「臨時邊界」，乃德國與波蘭間的永久邊界；
- 上述邊界今後不可侵犯，且兩國互相尊重其主權及領土完整；
- 兩國間今後不再有任何領土申索。

此外，兩國另於1991年6月17日簽訂《德波睦鄰條約》，以作為此條約的補充。

## 註解
1. ↑  全稱：《德意志聯邦共和國和波蘭共和國關於確定兩國邊界的條約》[1] (波蘭語：[2])